# 四宮信隆
四宮 信隆（しのみや のぶたか、1950年3月29日 - ）は、日本の外交官。2010年（平成22年）11月から2013年（平成25年）10月まで、ポルトガル駐箚特命全権大使。
2010年8月まで、駐ドミニカ共和国（ハイチ兼轄）日本国特命全権大使。2010年1月のハイチ地震発生後、日本政府の緊急調査チームの団長として、現地入りする。四宮は「復興に向けて各国の得意分野を生かし、重複しないような支援が必要であり、日本は医療や教育といったソフト面を担当していくべきだ」と述べている。2024年、瑞宝中綬章受章。

## 経歴
- 東京都出身。
- 1973年8月　外務公務員採用上級試験合格
- 1974年3月　慶應義塾大学経済学部卒業。
- 1974年4月　外務省入省
- 1975年~77年 フランス語研修（仏Dijon大学）
- 1981年5月　大臣官房儀典官室首席事務官
- 1983年7月　在スペイン日本国大使館一等書記官
- 1985年11月　在イラン日本国大使館一等書記官
- 1989年2月　領事移住部領事移住政策課首席事務官
- 1990年3月　大臣官房総務課企画官
- 1990年4月　沖縄県総務部知事公室参事
- 1992年7月　文化交流部文化第二課長
- 1994年2月　中近東アフリカ局アフリカ第一課長
- 1996年1月　在サウジアラビア日本国大使館公使
- 1998年1月　在イタリア共和国日本国大使館公使
- 1999年7月　マルセイユ日本国総領事
- 2002年8月　法務省大臣官房審議官（入国管理局担当）
- 2004年8月　モントリオール日本国総領事
- 2007年3月　特命全権大使　ドミニカ共和国駐箚（兼ハイチ共和国）
- 2010年8月　特命全権大使　ポルトガル共和国駐箚
- 2013年12月　綜合警備保障株式会社顧問
- 2014年6月 日本ポルトガル協会会長[7]

## 同期
- 佐々江賢一郎（12年駐米大使・10年外務事務次官・08年政務担当外務審議官）
- 林景一（11年駐英大使・08年内閣官房副長官補・08年駐アイルランド大使）
- 小田部陽一（11年ジュネーブ国際機関政府代表部大使・08年経済担当外務審議官）
- 吉川元偉（13年国連大使・10年OECD大使・09年アフガニスタン・パキスタン支援担当大使・06年駐スペイン大使）
- 高松明（11年駐スロバキア大使・科学技術振興機構理事・06年駐キューバ大使）
- 石田仁宏（08年駐アルゼンチン大使・05年駐ペルー大使・72年語学研修員採用、74年外務省公務員採用上級試験に合格して再入省）
- 原田親仁（16年日露関係担当大使・11年駐露大使・08年駐チェコ大使）
- 目賀田周一郎（11年駐メキシコ大使・08年駐ペルー大使）
- 卜部敏直（11年駐フィリピン大使・07年駐アイルランド大使）
- 遠藤茂（09年駐サウジアラビア大使・07年駐チュニジア大使）
- 多賀敏行（12年駐ラトビア大使・09年駐チュニジア大使）
- 斉藤隆志（10年駐ミャンマー大使・06年駐セネガル大使）
- 城田安紀夫（10年駐ノルウェー大使・07年駐イラン大使・04年イラク復興支援等調整担当大使・01年駐カタール大使）
- 山本忠通（12年駐ハンガリー大使・10年アフガニスタン・パキスタン支援担当大使・08年ユネスコ日本政府代表部大使）
- 山中誠（11年駐ポーランド大使・10年科学技術担当大使・07年駐シンガポール大使）
- 佐藤重和（12年駐タイ王国大使・10年駐オーストラリア大使）
- 中根猛（12年駐独大使・09年ウィーン国際機関代表部大使）
- 黒木雅文（13年駐セルビア大使・09年駐カンボジア大使）
- 西ヶ廣渉（14年宮内庁宮務主管・12年駐ルクセンブルク大使・09年駐リビア大使）
- 吉澤裕（12年駐南アフリカ共和国大使・08年駐フィジー大使）
- 貞岡義幸（10年駐パラオ大使）
- 寒川富士夫（10年駐マラウイ大使）
- 沼田幹男（12年駐ミャンマー大使・11年外務省領事局長）
- 白石和子（12年駐リトアニア大使）
- 高橋二雄（13年駐アゼルバイジャン大使）
- 小池孝行（13年駐キルギス大使）
- 中北徹（07年アジア・ゲートウェイ戦略会議座長代理）